# Freddie (piosenkarz)
Freddie, właściwie Gábor Alfréd Fehérvári (ur. 8 kwietnia 1990 w Győr) – węgierski piosenkarz i prezenter telewizyjny, reprezentant Węgier w 61. Konkursie Piosenki Eurowizji (2016).

## Życiorys

### Wczesne lata
Studiował w szkole handlowej i pracował jako asystent w Győr. Jako nastolatek grał hobbistycznie w koszykówkę, a po doznaniu poważnej kontuzji rozpoczął naukę gry na gitarze. Wówczas zdecydował się na rozpoczęcie kariery muzycznej. W 2010 śpiewał i grał w kilku lokalnych zespołach muzycznych.

### Kariera

#### 2014–15: Debiut medialny wRising Star
W 2014 wziął udział w przesłuchaniach do pierwszej węgierskiej edycji programu Rising Star. Zakwalifikował się do kolejnego etapu, a później do finałowej dwunastki programu. Po kilku miesiącach eliminacji, w lutym 2015 dotarł do finału, w którym zajął czwarte miejsce. W trakcie trwania talent-show zaśpiewał takie utwory, jak m.in. „Use Somebody” i „Sex on Fire” z repertuaru Kings of Leon, „Grenade” Bruno Marsa, „Counting Stars” OneRepublic, „You’re Nobody Til Somebody Loves You” Jamesa Arthura oraz „Impossible” Shontelle.
W trakcie udziału w programie nawiązał współpracę z piosenkarzem Andrásem Kállay-Saundersem, który napisał mu jego debiutancki singiel „Mary Joe”, będący w późniejszym czasie jednym z przebojów 2015 w kraju. Jesienią Fehérvári zaczął występować pod pseudonimem Freddie. 

#### 2016–2017: Start w Konkursie Piosenki Eurowizji i albumPioneers
W grudniu 2015 został ogłoszony jednym z uczestników krajowych eliminacji eurowizyjnych A Dal 2016, do których zgłosił się z piosenką „Pioneer”. 23 stycznia 2016 wystąpił w pierwszym ćwierćfinale selekcji i awansował do półfinału, a 20 lutego zdobył awans do finału rozgrywanego 27 lutego. Zdobył w nim największą liczbę głosów telewidzów, dzięki czemu wygrał, zostając reprezentantem Węgier w 61. Konkursie Piosenki Eurowizji organizowanym w Sztokholmie. 10 maja wystąpił w pierwszym półfinale Konkursu Piosenki Eurowizji i z czwartego miejsca awansował do finału. Zajął w nim 19. miejsce z 108 punktami na koncie, w tym 56 punktów od telewidzów (14. miejsce) i 52 pkt od jurorów (18. miejsce).

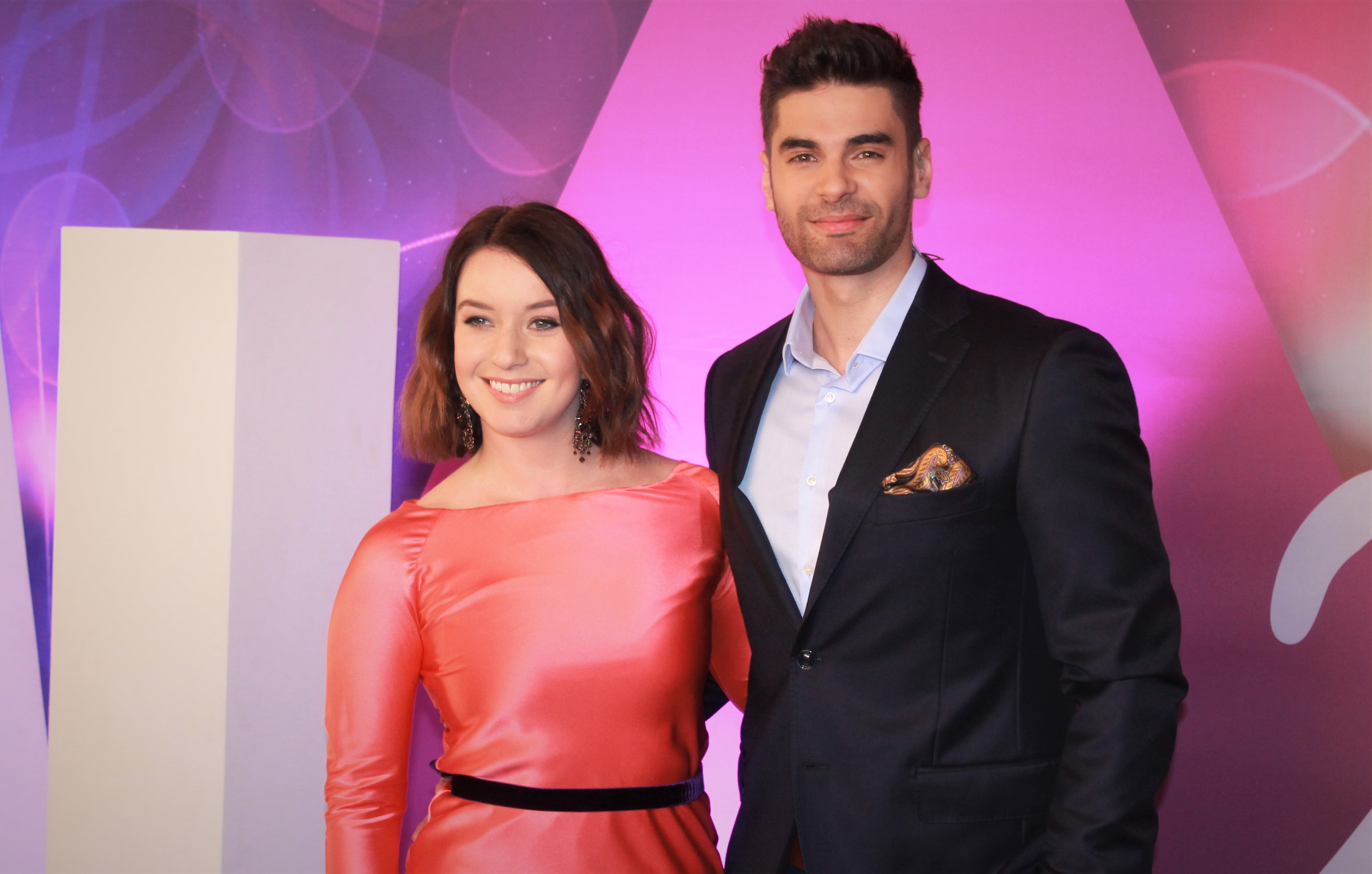
Freddie i Kriszta Rátonyi na konferencji A Dal, 17 lutego 2018

15 listopada 2016 wydał swój debiutancki album studyjny, zatytułowany Pioneers. Płytę promował singlami: „Mary Joe”, „Neked nem kell” i „Pioneer” z 2015, „Na jó, Hello” z 2016 oraz „Ez a vihar”, „Csodák” i „Nincsen holnap” z 2017. Z piosenkami „Pioneer” i „Csodák” dotarł na szczyt krajowej listy przebojów.

#### Od 2018: Udział wSztárban sztár
W 2018 prowadził koncerty A Dal 2018, w tej roli powróci także w 2019. Jesienią 2018 uczestniczył w szóstej edycji programu Sztárban sztár. Dotarł do finału, w którym wygrał.

## Dyskografia

### Albumy studyjne
- Pioneers (2016)